# Couze Pavin
Die Couze Pavin ist ein Fluss in Frankreich, der im Département Puy-de-Dôme in der Region Auvergne-Rhône-Alpes verläuft. Sie entspringt dem Stausee Lac des Hermines beim Wintersportort Super Besse, im Gemeindegebiet von Besse-et-Saint-Anastaise, der von einer Vielzahl von Gebirgsbächen von dem nahen Gipfeln Puy de Perdrix und Puy de Paillaret des Monts-Dore-Massivs gespeist wird. Der Fluss hält sich zunächst Richtung Südost, schwenkt dann aber auf Nordost bis Ost und mündet nach rund 47 Kilometern bei Issoire als linker Nebenfluss in den Allier. Etwa das oberste Drittel seines Laufes legt die Couze Pavin im Regionalen Naturpark Volcans d’Auvergne zurück.

## Orte am Fluss
- Besse-en-Chandesse, Gemeinde Besse-et-Saint-Anastaise
- Lomprat, Gemeinde Saint-Pierre-Colamine
- Saurier
- Saint-Vincent
- Saint-Cirgues-sur-Couze
- Chidrac
- Meilhaud
- Perrier
- Issoire